# مزرعلی، ساعتلی
مزرعلی (به ترکی آذربایجانی: Məzrəli، شناخته‌شده به عنوان یوخاری حاجی‌قاسم‌لی Yuxarı Hacıqasımlı تا سال ۲۰۰۰ میلادی)  یک منطقه مسکونی در جمهوری آذربایجان است که در شهرستان ساعتلی واقع شده‌است. مزرعلی ۱۰۲۷ نفر جمعیت دارد.